# Љубиша Милишић
Љубиша Милишић (Зрењанин, 18. јул 1973) српски је глумац.

## Биографија
Дипломирао је 1997. године на Академији уметности у Новом Саду, у класи проф. Бранка Плеше. Глумац је драмске сцене, у Народном позоришту „Тоша Јовановић“ у Зрењанину.    Осим улога на филму, остварио је значајан број одиграних представа.  У склопу уметничког клуба „Занзибар“ из Зрењанина, глумио је и организовао представу Кућар, која је остварила успех на фестивалу „Војдан Чернодрински“ у Прилепу. Учествовао у снимању радио драма, чију је продукцију радио Радио Новог Сада.  Посебну пажњу медија добија једном од главних улога у филму Олуја 2023. године. 
Директор је Новосадског новог театра од његовог оснивања 2008. године. 
У браку је са глумицом Наташом Милишић. 

## Филмографија
- Heimkehrer
- Хадерсфилд
- Јагодићи
- Равна Гора
- Фолк
- Браћа по бабине линије
- Први сервис
- Село гори, а баба се чешља
- Војна академија 3
- Сумњива лица
- ТВ театар
- Синђелићи
- Пси лају, ветар носи
- Сенке над Балканом
- Терет
- Војна академија
- Autumn Waltz
- Шифра Деспот
- Нек иде живот
- Име народа
- Мочвара
- Неки бољи људи
- Ургентни центар
- Породица
- Име народа
- Кљун
- Феликс
- Убице мог оца
- Блок 27
- Луца
- My Son Hunter
- Радио Милева
- Олуја
- Калкански кругови
- Момак и девојке
- Руски конзул